# Cocorico monsieur Poulet
Pour plus de détails, voir Fiche technique et Distribution.
Cocorico monsieur Poulet est un road movie franco-nigérien de Dalarou (pseudonyme du trio Damouré Zika, Lam Ibrahim Dia et Jean Rouch) sorti en France en 1977.

## Synopsis
Lam, possesseur d'une 2 CV camionnette nommée « Patience », et son apprenti Tallou, veulent aller acheter des poulets dans les villages de la brousse pour les revendre à la ville. Damouré, un opportuniste, se joint à eux pour ce voyage d'un jour, en espérant faire des affaires juteuses. Mais tout un tas d'événements se mettent en travers de leur chemin, dont un « diable » et le fleuve à traverser. Le voyage s'éternise.

## Fiche technique
- Titre : Cocorico monsieur Poulet
- Réalisation : Jean Rouch, Damouré Zika et Lam Ibrahim Dia
- Photographie : Jean Rouch
- Son : Moussa Hamidou et Hama Soumana
- Montage : Christine Lefort
- Musique : Tallou Mouzourane
- Sociétés de production : Institut de recherche en sciences humaines, Les Films de l'homme
- Pays de production :  France,  Niger
- Format : 35 mm (tourné en 16 mm)
- Genre : comédie
- Durée : 93 min
- Date de sortie :
  - France : 19 janvier 1977

## Distribution
- Damouré Zika
- Lam Ibrahim Dia
- Tallou Mouzourane
- Claudine
- Baba Noré
- Moussa Diallo

## Analyse
Tourné en 1974, ce voyage à travers le Niger présente sous une forme de conte burlesque son mode de vie et ses croyances.